# Toshio Takabayashi
Toshio Takabayashi (高林 敏夫, Takabayashi Toshio, 15 november 1953) is een Japans voormalig voetballer die als aanvaller speelde.

## Clubcarrière
In 1972 ging Takabayashi naar de Chuo University, waar hij in het schoolteam voetbalde. Nadat hij in 1976 afstudeerde, ging Takabayashi spelen voor Hitachi. Takabayashi veroverde er in 1976 de JSL Cup. In 7 jaar speelde hij er 79 competitiewedstrijden en scoorde 10 goals. Takabayashi beëindigde zijn spelersloopbaan in 1982.

## Japans voetbalelftal
Toshio Takabayashi debuteerde in 1974 in het Japans nationaal elftal en speelde 12 interlands, waarin hij 2 keer scoorde.

## Statistieken
| Japans voetbalelftal | Japans voetbalelftal | Japans voetbalelftal |
| Jaar                 | Wed.                 | Dlp.                 |
| -------------------- | -------------------- | -------------------- |
| 1974                 | 4                    | 1                    |
| 1975                 | 0                    | 0                    |
| 1976                 | 8                    | 1                    |
| Totaal               | 12                   | 2                    |